# HTC Hero
HTC Hero (v některých zemích jako T-Mobile G2 Touch) je smartphone vyráběný firmou HTC s operačním systémem Android. Je to již třetí telefon od této společnosti se systémem Android. Telefon byl ohlášen 24. června 2009 a v době příchodu na trh byl dodáván se systémem Android verze 1.5. V červnu roku 2010 byla uvolněna aktualizace na verzi 2.1. Telefon je dodáván s grafickou nadstavbou systému s HTC Sense.